# Swing Out Sister
Swing Out Sister es un grupo musical británico que se hizo conocer a nivel mundial por el éxito de 1987 llamado "Breakout", su única canción en alcanzar el Top 10 estadounidense. Su sonido varía entre el smooth jazz y el acid jazz.

## Historia
Swing Out Sister originalmente estaba formada por Andy Connell (teclados), Martin Jackson (batería) y Corinne Drewery (cantante). El nombre viene de una película de 1945 llamada Swing Out, Sister.
Tanto Connell como Jackson tocaban en otros grupos antes de crear Swing Out Sister -A Certain Ratio y Magazine, respectivamente- y comenzaron a trabajar juntos en Broken Glass, mientras que Drewery trabajaba como diseñadora de modas antes de unirse al grupo. 	 
Junto a su productor discográfico, Paul Staveley O'Duffy, firman con Mercury Records y lanzan su primer álbum, It's Better To Travel, el 11 de mayo de 1987, el cual fue número 1 en el Reino Unido y generando sencillos de éxito como "Breakout" que tuvo una nominación al Grammy en 1988, y "Surrender".
El álbum es una mezcla de jazz y electropop, usando secciones de vientos y sintetizadores. Además de "Breakout," también tuvo resonancia "Twilight World", la cual ha tenido muchas remezclas y fue una favorita de las pistas, y "Surrender", que contiene un poderoso solo de trompeta de John Thirkell.
Jackson abandonó el grupo durante la grabación del segundo álbum llamado Kaleidoscope World y así queda registrado en los agradecimientos del disco en donde se dan gracias a Martin Jackson y además se aclara que Swing Out Sister son Corinne Drewery y Andy Connell.
"Kaleidoscope World" salió al mercado en mayo de 1989 con muy buena recepción de la crítica. Este álbum era más jazz y menos pop en especial en lo tocante a las letras. Una de las inspiraciones para este disco fue el compositor Jimmy Webb quien además hizo algunas de las orquestaciones del álbum. "Forever Blue" y "The Waiting Game" fueron hits en diversas partes del mundo. 
El tercer álbum, "Get In Touch With Yourself" se lanzó en mayo de 1992. Este disco incluía una versión del clásico de Barbara Acklin llamado "Am I the Same Girl" que después tuvo una versión instrumental para Young-Holt Unlimited. La canción que da título al álbum, que es una mezcla de soul de los 70 y pop dio una gran rotación al grupo de emisoras de radio especializadas en smooth-jazz y adulto contemporáneo. Otro tema destacado fue "Notgonnachange". De aquí emergería el año siguiente su disco en vivo titulado "Live At The Jazz Café".
El 10 de agosto de 1994 se estrenó "The Living Return" es el nombre del cuarto álbum del grupo, que salió al mercado y es una completa mirada a otro estilo respecto a los tres anteriores. Paul O'Duffy fue reemplazado por Ray Hayden, quien le dio un sonido más crudo a las canciones al utilizar muchas veces lo que se obtenía de las sesiones de improvisación en el estudio. De aquí surgieron temas destacados como "La La (Means I Love You)", "All In Your Mind", y "Better Make It Better". En este momento Swing Out Sister era una banda de diez componentes.
A excepción del primer álbum, los demás tuvieron un muy discreto paso por las listas pop, en general tanto en Estados Unidos como en varios países occidentales. Sin embargo la banda se hizo muy popular en Japón. Su canción "Now You're Not Here" fue usada como base para un programa de televisión y recibió un premio llamado 'Grand Prix' (el Grammy japonés) como mejor sencillo internacional de 1997.	 
Su quinto álbum "Shapes and Patterns" fue el primero que el grupo lanzó solo en Japón. En marzo de 1997 y un año después llegó a Europa y Estados Unidos. En este álbum vuelve el productor Paul O'Duffy, y asimismo el tipo de arreglos de los tres primeros discos.	 
"Filth and Dreams" se lanzó como sexto álbum de la banda en Japón en marzo de 1999 y demostró la capacidad del grupo para reinventarse. Es el único álbum de la banda que no se ha editado en otro país. 	 
"Somewhere Deep In The Night" salió al mercado en mayo de 2001 en Japón y posteriormente en el resto del mundo. Para muchos es el álbum con el sonido más cercano a esa mezcla deseada desde el principio entre jazz, soul y melodías suaves. Por esta época Universal canceló su contrato, así que firmaron con Shananchie Entertainment.	 
Su álbum de estudio titulado "Where Our Love Grows" salió en Japón en abril de 2004 y en el Reino Unido en julio del mismo año, para luego expandirse a otros lugares. Este disco contiene más sonido jazz y menos pop, mostrando además un alejamiento de los ritmos de influencia acid-jazz de sus primeras producciones.
En 2018 grabaron un nuevo disco, Almost Persuaded.

## Discografía

### Álbumes
Álbumes en estudio
- 1987: It's Better to Travel (UK #1,[4] EUA #40, AUS #23,[5] CAN #29, NZ #13, SUI #17, SUE #39)
- 1989: Kaleidoscope World (UK #9,[4] EUA #61)
- 1992: Get in Touch with Yourself (UK #27,[4] EUA #113)
- 1994: The Living Return
- 1997: Shapes and Patterns
- 1999: Filth and Dreams
- 2001: Somewhere Deep in the Night
- 2004: Where Our Love Grows
- 2008: Beautiful Mess (EUA Jazz #5)
- 2015: Rushes

Álbumes recopiltarios
- 1991: Splendid Collection
- 1996: Best of Swing Out Sister
- 2001: Breakout: The Very Best of Swing Out Sister
- 2001: 20th Century Masters: Swing Out Sister Millennium Collection
- 2002: Cafe Orange - The Best of Swing Out Sister
- 2003: The Ultimate Collection
- 2010: Private View

Otros álbumes
- 1989: Another Non-Stop Sister
- 1989: Windmills Of Your Mind (EP Japan)
- 1990: Swing 3
- 1992: Swing Out Singles
- 1996: The Big Elsewhere (EP)

Álbumes en vivo
- 1993: Live at the Jazz Café
- 2005: Live in Tokyo

### Sencillos
- "Blue Mood" (1985)
- "Breakout" (1986) UK #4,[4] EUA #6,[1] AUS #12, ALE #27, NZ #4
- "Surrender" (1987) UK #7,,[4] ALE #39, NZ #13
- "Twilight World" (1987) UK #32,,[4] EUA #31, ALE #39, NZ #13
- "Fooled By a Smile" (1987) UK #43[4]
- "You On My Mind" (1989) UK #28,[4] ALE #7, NZ #32
- "Where in the World" (1989) UK #47[4]
- "Waiting Game" (solo en EUA y Canadá, 1989) EUA #86[1]
- "Forever Blue“ (1989) UK #80[4]
- "Windmills of Your Mind" (solo en Japón, 1989)
- "Am I The Same Girl?" (1992) UK #21,[4] EUA #45[1]
- "Notgonnachange" (1992) UK #49,,[4] ALE #83
- "La La (Means I Love You)" (1994) UK #37,,[4] ALE #68
- "Better Make It Better" (1995)
- "Now You're Not Here" ("The Big Elsewhere" solo en Japón, EP) (1996)
- "Heaven Only Knows" (1996)
- "Somewhere in the World" (1997)
- "We Could Make It Happen" (1997)
- "Who's Been Sleeping" (1999)
- "Through the Sky" (2001)
- "Love Won't Let You Down" (2004)
- "Secret Love" (2007)
- "Something Every Day" (2007)